# 2007年世界水泳選手権
2007年世界水泳選手権（2007ねんすいえいせかいせんしゅけん）は、2007年3月17日から4月1日までオーストラリア・ビクトリア州・メルボルンで開催された第12回世界水泳選手権である。

## 概要
世界水泳選手権は7月の開催が通例であるが、この大会は南半球で行われるため3月から4月の開催となった。このためオリンピックの前年の夏に水泳の国際大会が開催されなくなる事情から、日本水泳連盟は同年8月に国際大会「インターナショナル・スイム・ミート2007（世界競泳2007 イン ジャパン）」を千葉県国際総合水泳場で開催した。
会場は競泳とシンクロナイズドスイミングが行われるのは全豪オープンテニスのセンターコートとして使われているメルボルン・パークのロッド・レーバー・アリーナ。2001年福岡大会同様、仮設プール（スージー・オニール・プール）を設けた。

## 競技結果

### 競泳

#### 男子
| 種目           | 金 | 金               | 銀 | 銀         | 銅 | 銅         |
| -------------- | --- | ---------------- | --- | ---------- | --- | ---------- |
| 自由形         | |                  | |            | |            |
| 50m            | ベン・ウィルドマン・トブリナー アメリカ合衆国                                                          | 21秒88           | カレン・ジョーンズ アメリカ合衆国                                                                          | 21秒94     | ステファン・ニストランド · スウェーデン                                                                | 21秒97     |
| 100m           | フィリッポ・マニーニ イタリア ブレント・ハイデン カナダ                                                | 48秒43           | |            | イーモン・サリバン オーストラリア                                                                      | 48秒47     |
| 200m           | マイケル・フェルプス アメリカ合衆国                                                                    | 1分43秒86 世界新 | ピーター・ファンデンホーヘンバンド オランダ                                                                | 1分46秒28  | 朴泰桓 韓国                                                                                            | 1分46秒73  |
| 400m           | 朴泰桓 韓国                                                                                            | 3分44秒30        | グラント・ハケット オーストラリア                                                                          | 3分45秒43  | ユリ・プリルコフ ロシア                                                                                | 3分45秒47  |
| 800m           | プシェミスラウ・スタンチック ポーランド                                                                | 7分47秒91        | クレイグ・スティーブンス オーストラリア                                                                    | 7分48秒67  | フェデリコ・コルベルタルド イタリア                                                                    | 7分49秒98  |
| 1500m          | マテウシュ・サヴリモヴィッチ ポーランド                                                                | 14分45秒94       | ユリ・プリルコフ ロシア                                                                                    | 14分47秒29 | デービッド・デービス イギリス                                                                          | 14分51秒21 |
| 背泳ぎ         | |                  | |            | |            |
| 50m            | ゲハルド・ザンドバーグ 南アフリカ共和国                                                                | 24秒98           | トーマス・ルプラト ドイツ                                                                                  | 25秒20     | リアム・タンコック イギリス                                                                            | 25秒23     |
| 100m           | アーロン・ピアソル アメリカ合衆国                                                                      | 52秒98 世界新    | ライアン・ロクテ アメリカ合衆国                                                                            | 53秒50     | リアム・タンコック イギリス                                                                            | 53秒61     |
| 200m           | ライアン・ロクテ アメリカ合衆国                                                                        | 1分54秒32 世界新 | アーロン・ピアソル アメリカ合衆国                                                                          | 1分54秒80  | マルクス・ローガン · オーストリア                                                                      | 1分56秒02  |
| 平泳ぎ         | |                  | |            | |            |
| 50m            | オレク・リソゴル · ウクライナ                                                                          | 27秒66           | ブレンダン・ハンセン アメリカ合衆国                                                                        | 27秒69     | キャメロン・ファンデルバーグ 南アフリカ共和国                                                          | 27秒88     |
| 100m           | ブレンダン・ハンセン アメリカ合衆国                                                                    | 59秒80           | 北島康介 日本                                                                                              | 59秒96     | ブレントン・リカード オーストラリア                                                                    | 1分00秒58  |
| 200m           | 北島康介 日本                                                                                          | 2分09秒80        | ブレントン・リカード オーストラリア                                                                        | 2分10秒99  | ロリス・ファッシ イタリア                                                                              | 2分11秒03  |
| バタフライ     | |                  | |            | |            |
| 50m            | ローランド・スクーマン 南アフリカ共和国                                                                | 23秒18           | イアン・クロッカー アメリカ合衆国                                                                          | 23秒47     | ヤコブ・スコット・アンケア · デンマーク                                                                | 23秒56     |
| 100m           | マイケル・フェルプス アメリカ合衆国                                                                    | 50秒77           | イアン・クロッカー アメリカ合衆国                                                                          | 50秒82     | アルベルト・スビラッツ・アルテス ベネズエラ                                                            | 51秒82     |
| 200m           | マイケル・フェルプス アメリカ合衆国                                                                    | 1分52秒09 世界新 | 呉鵬 中国                                                                                                  | 1分55秒13  | ニコライ・スクウォルツォフ ロシア                                                                      | 1分55秒22  |
| 個人メドレー   | |                  | |            | |            |
| 200m           | マイケル・フェルプス アメリカ合衆国                                                                    | 1分54秒98 世界新 | ライアン・ロクテ アメリカ合衆国                                                                            | 1分56秒19  | ラースロー・シェー · ハンガリー                                                                        | 1分56秒92  |
| 400m           | マイケル・フェルプス アメリカ合衆国                                                                    | 4分06秒22 世界新 | ライアン・ロクテ アメリカ合衆国                                                                            | 4分09秒74  | ルカ・マリン イタリア                                                                                  | 4分09秒88  |
| フリーリレー   | |                  | |            | |            |
| 4×100m         | マイケル・フェルプス ニール・ウォーカー カレン・ジョーンズ ジェイソン・レザク アメリカ合衆国           | 3分12秒72 大会新 | マッシミリアーノ・ロソリーノ アレッサンドロ・カルヴィ クリスチャン・ガレンダ フィリッポ・マニーニ イタリア | 3分14秒04  | ファビアン・ジロ フレデリック・ブスケ ジュリアン・シコー アラン・ベルナール フランス                   | 3分14秒68  |
| 4×200m         | マイケル・フェルプス ライアン・ロクテ クリート・ケラー ピーター・バンダーカーイ アメリカ合衆国         | 7分03秒24 世界新 | パトリック・マーフィー アンドリュー・メウィング グラント・ブリッツ ケンリック・モンク オーストラリア       | 7分10秒05  | ブライアン・ジョンズ ブレント・ハイデン リック・セイ アンドルー・ハード カナダ                         | 7分10秒70  |
| メドレーリレー | |                  | |            | |            |
| 4×100m         | マット・ウェルシュ ブレントン・リカード アンドルー・ローターステイン イーモン・サリバン オーストラリア | 3分34秒93        | 森田智己 北島康介 山本貴司 細川大輔 日本                                                                   | 3分35秒16  | アルカディ・ビャチャニン ドミトリー・コモルニコフ ニコライ・スフォルツォフ エフゲニー・レグノフ ロシア | 3分35秒51  |

#### 女子
| 種目           | 金                                                                                             | 金                | 銀                                                                                                 | 銀         | 銅                                                                                                   | 銅         |
| -------------- | ---------------------------------------------------------------------------------------------- | ----------------- | -------------------------------------------------------------------------------------------------- | ---------- | --- | ---------- |
| 自由形         |                                                                                                |                   | |            | |            |
| 50m            | リスベス・レントン オーストラリア                                                              | 24秒53            | テレーズ・アルシャマー · スウェーデン                                                              | 24秒62     | マルリーン・フェルトハイス オランダ                                                                  | 24秒70     |
| 100m           | リスベス・レントン オーストラリア                                                              | 53秒40 大会新     | マルリーン・フェルトハイス オランダ                                                                | 53秒70     | ブリッタ・シュテフェン ドイツ                                                                        | 53秒74     |
| 200m           | ロール・マナドゥ フランス                                                                      | 1分55秒52 世界新  | アニカ・ルルツ ドイツ                                                                              | 1分55秒68  | フェデリカ・ペレグリニ イタリア                                                                      | 1分56秒97  |
| 400m           | ロール・マナドゥ フランス                                                                      | 4分02秒61 大会新  | オティリア・イェジェイチャク ポーランド                                                            | 4分04秒23  | 柴田亜衣 日本                                                                                        | 4分05秒19  |
| 800m           | ケイト・ジーグラー アメリカ合衆国                                                              | 8分18秒52 大会新  | ロール・マナドゥ フランス                                                                          | 8分18秒80  | ヘイリー・ピアソル アメリカ合衆国                                                                    | 8分26秒41  |
| 1500m          | ケイト・ジーグラー アメリカ合衆国                                                              | 15分53秒05 大会新 | フラビア・リガモンティ スイス                                                                      | 15分55秒38 | 柴田亜衣 日本                                                                                        | 15分58秒55 |
| 背泳ぎ         |                                                                                                |                   | |            | |            |
| 50m            | レイラ・バジリ アメリカ合衆国                                                                  | 28秒16 世界新     | アレクサンドラ・ヘラシメニア · ベラルーシ                                                          | 28秒46     | タイリア・ジマー オーストラリア                                                                      | 28秒50     |
| 100m           | ナタリー・コーグリン アメリカ合衆国                                                            | 59秒44 世界新     | ロール・マナドゥ フランス                                                                          | 59秒87     | 中村礼子 日本                                                                                        | 1分00秒40  |
| 200m           | マーガレット・ホルザー アメリカ合衆国                                                          | 2分07秒16 大会新  | カースティ・コベントリー ジンバブエ                                                                | 2分07秒54  | 中村礼子 日本                                                                                        | 2分08秒54  |
| 平泳ぎ         |                                                                                                |                   | |            | |            |
| 50m            | ジェシカ・ハーディ アメリカ合衆国                                                              | 30秒63            | リーゼル・ジョーンズ オーストラリア                                                                | 30秒70     | タラ・カーク アメリカ合衆国                                                                          | 31秒05     |
| 100m           | リーゼル・ジョーンズ オーストラリア                                                            | 1分05秒72 大会新  | タラ・カーク アメリカ合衆国                                                                        | 1分06秒34  | アンナ・フリストゥノヴァ · ウクライナ                                                                | 1分07秒27  |
| 200m           | リーゼル・ジョーンズ オーストラリア                                                            | 2分21秒84         | カースティ・バルフォ イギリス メーガン・ジェンドリック アメリカ合衆国                              | 2分25秒94  | |            |
| バタフライ     |                                                                                                |                   | |            | |            |
| 50m            | テレーズ・アルシャマー · スウェーデン                                                          | 25秒91            | ダニ・ミアトケ オーストラリア                                                                      | 26秒05     | インヘ・デッカー オランダ                                                                            | 26秒11     |
| 100m           | リスベス・レントン オーストラリア                                                              | 57秒15 大会新     | ジェシカ・シッパー オーストラリア                                                                  | 57秒24     | ナタリー・コーグリン アメリカ合衆国                                                                  | 57秒34     |
| 200m           | ジェシカ・シッパー オーストラリア                                                              | 2分06秒39         | キム・バンデンバーグ アメリカ合衆国                                                                | 2分06秒71  | オティリア・イェジェイチャク ポーランド                                                              | 2分06秒90  |
| 個人メドレー   |                                                                                                |                   | |            | |            |
| 200m           | ケイティ・ホフ アメリカ合衆国                                                                  | 2分10秒13 大会新  | カースティ・コベントリー ジンバブエ                                                                | 2分10秒76  | ステファニー・ライス オーストラリア                                                                  | 2分11秒42  |
| 400m           | ケイティ・ホフ アメリカ合衆国                                                                  | 4分32秒89 世界新  | ヤナ・マルティノワ ロシア                                                                          | 4分40秒14  | ステファニー・ライス オーストラリア                                                                  | 4分41秒19  |
| フリーリレー   |                                                                                                |                   | |            | |            |
| 4x100m         | リスベス・レントン メラニー・シュランガー シェイン・リース ジョディ・ヘンリー オーストラリア   | 3分35秒48 大会新  | ナタリー・コーグリン レイシー・ナイマイヤー アマンダ・ウィアー カラ・リン・ジョイス アメリカ合衆国 | 3分35秒68  | インヘ・デッカー ラノミ・クロモウィジロ フェムカ・ヘームスケルク マルリーン・フェルトハイス オランダ | 3分36秒81  |
| 4x200m         | ナタリー・コーグリン ダナ・ボルマー レイシー・ナイマイヤー ケイティ・ホフ アメリカ合衆国       | 7分50秒09 世界新  | マイケ・フライターク ブリッタ・シュテフェン ペトラ・ダルマン アニカ・ルルツ ドイツ                 | 7分53秒82  | アレナ・ポプチャンカ ソフィア・フーバー オーロール・モンゲル ロール・マナドゥ フランス               | 7分55秒96  |
| メドレーリレー |                                                                                                |                   | |            | |            |
| 4x100m         | エミリー・シーボーム リーゼル・ジョーンズ ジェシカ・シッパー リスベス・レントン オーストラリア | 3分55秒74 世界新  | ナタリー・コーグリン タラ・カーク レイチェル・コミサーズ レイシー・ナイマイヤー アメリカ合衆国     | 3分58秒31  | 徐田龍子 羅男 周雅菲 徐妍瑋 中国                                                                     | 4分01秒97  |

### 飛込競技
| 種目                   | 金                        | 金     | 銀                                                           | 銀     | 銅                                                           | 銅     |
| ---------------------- | ------------------------- | ------ | ------------------------------------------------------------ | ------ | ------------------------------------------------------------ | ------ |
| 男子                   |                           |        |                                                              |        |                                                              |        |
| 1m 板飛び込み          | 羅玉通 中国               | 477.40 | 何衝 中国                                                    | 469.85 | クリストファー・サッキン イタリア                            | 441.40 |
| 3m 板飛び込み          | 秦凱 中国                 | 545.35 | アレクサンダー・ディスパティエ カナダ                        | 518.65 | ドミトリー・サウティン ロシア                                | 517.10 |
| 10m 高飛び込み         | グレプ・ガルペリン ロシア | 554.70 | 周呂鑫 中国                                                  | 519.15 | 林躍 中国                                                    | 513.70 |
| 3m シンクロ板飛び込み  | 秦凱 王峰 中国            | 458.76 | アレクサンダー・ディスパティエ アルトゥーロ・ミランダ カナダ | 418.92 | トビアス・シェレンベルク アンドレアス・ウェルス ドイツ       | 414.54 |
| 10m シンクロ高飛び込み | 火亮 林躍 中国            | 489.48 | グレプ・ガルペリン ドミトリー・ドブロスコク ロシア           | 467.16 | デイビッド・ボウディア トーマス・フィンチャム アメリカ合衆国 | 463.56 |
| 女子                   |                           |        |                                                              |        |                                                              |        |
| 1m 板飛び込み          | 何姿 中国                 | 316.65 | ブライズ・ハートリー カナダ                                  | 311.20 | ユリア・パハリナ ロシア                                      | 304.60 |
| 3m 板飛び込み          | 郭晶晶 中国               | 381.75 | 呉敏霞 中国                                                  | 368.80 | タニア・カニョット イタリア                                  | 341.70 |
| 10m 高飛び込み         | 王鑫 中国                 | 432.85 | 陳若琳 中国                                                  | 410.30 | クリスティン・シュトイアー ドイツ                            | 386.85 |
| 3m シンクロ板飛び込み  | 郭晶晶 呉敏霞 中国        | 355.80 | ディッテ・コツィアン ハイケ・フィッシャー ドイツ             | 318.45 | シャラレーン・ストラットン ブリオニー・コール オーストラリア | 313.14 |
| 10m シンクロ高飛び込み | 賈童 陳若琳 中国          | 361.32 | ブリオニー・コール メリッサ・ウー オーストラリア             | 324.00 | アネット・ガム ノーラ・スブシンスキー ドイツ                 | 306.63 |

### シンクロナイズドスイミング
| 種目                             | 金                                                     | 金     | 銀                                           | 銀     | 銅                         | 銅     |
| -------------------------------- | ------------------------------------------------------ | ------ | -------------------------------------------- | ------ | -------------------------- | ------ |
| フリールーティンコンビネーション | ロシア                                                 | 99.000 | 日本                                         | 97.833 | アメリカ合衆国             | 96.500 |
| ソロ・テクニカルルーティン       | ナタリア・イーシェンコ ロシア                          | 99.000 | ヘマ・メングアル スペイン                    | 98.000 | 原田早穂 日本              | 96.833 |
| デュエット・テクニカルルーティン | アナスタシア・ダビドワ アナスタシア・エルマコワ ロシア | 98.833 | ヘマ・メングアル パオラ・ティラドス スペイン | 97.500 | 鈴木絵美子 原田早穂 日本   | 97.167 |
| チーム・テクニカルルーティン     | ロシア                                                 | 99.000 | 日本                                         | 97.833 | スペイン                   | 97.167 |
| ソロ・フリールーティン           | ヴィルジニー・デデュー フランス                        | 99.500 | ナタリア・イーシェンコ ロシア                | 98.500 | ヘマ・メングアル スペイン  | 98.000 |
| デュエット・フリールーティン     | アナスタシア・ダビドワ アナスタシア・エルマコワ ロシア | 99.333 | ヘマ・メングアル パオラ・ティラドス スペイン | 97.667 | 鈴木絵美子 松村亜矢子 日本 | 97.333 |
| チーム・フリールーティン         | ロシア                                                 | 99.000 | スペイン                                     | 98.500 | 日本                       | 97.334 |

### 水球
| 種目 | 金             | 銀             | 銅       |
| ---- | -------------- | -------------- | -------- |
| 男子 | クロアチア     | ハンガリー     | スペイン |
| 女子 | アメリカ合衆国 | オーストラリア | ロシア   |

### オープンウォータースイミング
| 種目 | 金                                    | 金              | 銀                                  | 銀              | 銅                                              | 銅              |
| ---- | ------------------------------------- | --------------- | ----------------------------------- | --------------- | ----------------------------------------------- | --------------- |
| 男子 |                                       |                 |                                     |                 |                                                 |                 |
| 5km  | トーマス・ルルツ ドイツ               | 56分49秒6       | エフゲニー・ドラツェフ ロシア       | 56分50秒7       | スピリドン・ヤニオティス ギリシャ               | 56分56秒6       |
| 10km | ウラジーミル・ディヤチン ロシア       | 1時間55分32秒52 | トーマス・ルルツ ドイツ             | 1時間55分32秒52 | エフゲニー・ドラツェフ ロシア                   | 1時間55分47秒31 |
| 25km | ユーリー・クジノフ ロシア             | 5時間16分45秒55 | マルコ・フォルメンティーニ イタリア | 5時間18分36秒80 | モハメド・ザナティ · エジプト                   | 5時間19分23秒23 |
| 女子 |                                       |                 |                                     |                 |                                                 |                 |
| 5km  | ラリーサ・イルチェンコ ロシア         | 1時間0分41秒3   | エカテリーナ・セリベルストワ ロシア | 1時間0分43秒6   | ケイト・ブルックスピーターソン オーストラリア   | 1時間0分47秒6   |
| 10km | ラリーサ・イルチェンコ ロシア         | 2時間3分57秒9   | カサンドラ・パッテン イギリス       | 2時間3分58秒9   | ケイト・ブルックスピーターソント オーストラリア | 2時間3分59秒5   |
| 25km | ブリッタ・カムラウコレスタイン ドイツ | 5時間37分11秒66 | ケイリン・ケラー アメリカ合衆国     | 5時間39分39秒62 | クセニア・ポポワ ロシア                         | 5時間39分51秒51 |

## 国別メダル受賞数
| 順   | 国・地域         | 金 | 銀 | 銅 | 計  |
| ---- | ---------------- | -- | -- | -- | --- |
| 1    | アメリカ合衆国   | 21 | 14 | 5  | 40  |
| 2    | ロシア           | 11 | 6  | 8  | 25  |
| 3    | オーストラリア   | 9  | 9  | 8  | 26  |
| 4    | 中国             | 9  | 5  | 2  | 16  |
| 5    | フランス         | 3  | 2  | 2  | 7   |
| 6    | ドイツ           | 2  | 5  | 4  | 11  |
| 7    | ポーランド       | 2  | 1  | 1  | 4   |
| 8    | 南アフリカ共和国 | 2  | 0  | 1  | 3   |
| 9    | 日本             | 1  | 4  | 8  | 13  |
| 10   | カナダ           | 1  | 3  | 1  | 5   |
| 11   | イタリア         | 1  | 2  | 6  | 9   |
| 12   | スウェーデン     | 1  | 1  | 1  | 3   |
| 13   | 韓国             | 1  | 0  | 1  | 2   |
| 13   | ウクライナ       | 1  | 0  | 1  | 2   |
| 15   | クロアチア       | 1  | 0  | 0  | 1   |
| 16   | スペイン         | 0  | 4  | 3  | 7   |
| 17   | オランダ         | 0  | 2  | 3  | 5   |
| 17   | イギリス         | 0  | 2  | 3  | 5   |
| 19   | ジンバブエ       | 0  | 2  | 0  | 2   |
| 20   | ハンガリー       | 0  | 1  | 1  | 2   |
| 21   | ベラルーシ       | 0  | 1  | 0  | 1   |
| 21   | スイス           | 0  | 1  | 0  | 1   |
| 23   | オーストリア     | 0  | 0  | 1  | 1   |
| 23   | デンマーク       | 0  | 0  | 1  | 1   |
| 23   | エジプト         | 0  | 0  | 1  | 1   |
| 23   | ギリシャ         | 0  | 0  | 1  | 1   |
| 23   | ベネズエラ       | 0  | 0  | 1  | 1   |
| 合計 | 合計             | 66 | 65 | 64 | 195 |

当初男子400m自由形で銀メダル、800m自由形で金メダルを獲得したのはチュニジアのウサマ・メルーリであったが、ドーピング検査で陽性となりメダルを剥奪され、以下の順位繰上げになった。

## 大会協賛社
- ヤクルト本社
国際水泳連盟(Fina)とは、従来米国のコカ・コーラ社がスポンサー契約を結び、強固な関係にあったが、2005年、ヤクルトがFinaと2008年までのオフィシャルパートナー契約を結び、この牙城を崩した。大会では主に、ヤクルトシリーズや、オーストラリア出身のイアン・ソープをコマーシャルに起用したスポーツドリンク、「ソーピード」(THORPEDO)を提供することになっている。

## 日本での放送
- 日本での放送はテレビ朝日系列全国24局ネットで放送した。主にシンクロ・競泳の決勝をゴールデンタイムでの放送（シンクロは一律2時間・競泳は2時間30分の放送）
  - 競泳があった平日は前番組の「スーパーJチャンネル」を世界水泳前日ハイライトを伝える為に19:24まで放送。
  - 朝か昼に予選があった日曜日に「サンデープレゼント」枠を使ってハイライトを放送。
  - テーマソングはSMAPの「Mermaid」
  - メインキャスターに松岡修造・武内絵美アナに加え、SMAPの稲垣吾郎も参加した。